# Couvent des Capucins de Grenade-sur-l'Adour
Pour les articles homonymes, voir Couvent des Capucins.
Le couvent des Capucins est un établissement religieux catholique de l'Ancien Régime situé sur la commune de Grenade-sur-l'Adour, dans le département français des Landes.

## Présentation
Le couvent de Grenade-sur-l'Adour est fondé en 1642 par les Frères mineurs capucins, ordre religieux issu d'une réforme de l'ordre des Franciscains, fondé en 1525 en Italie et autorisé par le pape Clément V en 1528. Les Capucins tirent leur nom du capuchon pointu, ou capuce, dont ils se couvrent la tête. À partir de 1574, ces moines prêcheurs se répandent en France, alors en proie aux guerres de Religion. Ils construisent le couvent de Grenade au bord de l'Adour, à l'extérieur des limites de la bastide médiévale, à l'emplacement des anciens fossés.
Un plan de la ville daté de 1742 révèle un quadrilatère construit autour d'une cour servant de cloître. Le couvent est alors accolé à l'une des portes de la ville. Il est confisqué par la municipalité en 1792 pendant la Révolution française et devient bien national. Il sert tour à tour de fabrique de salpêtre pour la poudre à canon, de mairię, d'école, de logement pour la garde nationale. Il est finalement vendu en 1796 à un riche négociant puis partagé entre plusieurs propriétaires au cours du XIXe siècle. L'un d'eux, le curé de Grenade, y installe une école de filles. Pendant la Première Guerre mondiale, l'ancien couvent est transformé en hôpital. Il est de nos jours le Centre paroissial.